# Цигау (Бистрица-Насауд)
Цигау (рум. Țigău) насеље је у Румунији у округу Бистрица-Насауд у општини Лекинца. Oпштина се налази на надморској висини од 364 m.

## Становништво
Према подацима из 2002. године у насељу је живело 467 становника.

### Попис2002.
| Расподела становништва по националности 2002.‍ | Расподела становништва по националности 2002.‍ | Расподела становништва по националности 2002.‍ | Расподела становништва по националности 2002.‍ | Расподела становништва по националности 2002.‍ |
| --------------------------------------------- | --------------------------------------------- | --------------------------------------------- | --------------------------------------------- | --------------------------------------------- |
|                                               |                                               |                                               |                                               |                                               |
| Румуни                                        | Румуни                                        |                                               | 74                                            | 15,8%                                         |
| Мађари                                        | Мађари                                        |                                               | 393                                           | 84,2%                                         |